# Estádio Luis Alexandrino
Estádio Luis Alexandrino – stadion piłkarski, w Serra Talhada, Pernambuco, Brazylia, na którym swoje mecze rozgrywa klub Íbis Sport Club.